# Эмигрант
Эмигра́нт (лат. emigrans (emigrantis) «выселяющийся») — термин французского происхождения, обозначающий лицо, выселяющееся из своей родины.

## История
Причины данного явления, то есть эмиграции, могут быть разными, но зачастую побуждающим мотивом к ней являются экономические причины, политические, либо религиозные преследования.
Примеры европейских эмигрантов по политическим и религиозным мотивам:
- французские гугеноты, выселявшиеся при Людовике XIV в Германию, Англию, Голландию и Америку;
- протестанты, выселявшиеся из Зальцбурга (1732 год);
- выходцы из Польши, в основном евреи (1795 и 1834 годы);
- и другие.

В XIX веке под эмигрантами главным образом подразумевали представителей французского дворянства, бежавших из Франции во время Великой французской революции. В XX веке Франция, наоборот, стала принимающей страной для сотен тысяч эмигрантов из других государств, включая русских белоэмигрантов (1917—1923 годов).